# Bertha von Suttner
Bertha Sophia Felicita baronica von Suttner (rojstno ime grofica Kinsky von Wchinitz in Tettau, psevdonima: B. Oulot, Jemand), avstrijsko- češka pacifistka in pisateljica, * 9. junij 1843, Praga, † 21. junij 1914,  Dunaj.
Bertha von Suttner je leta 1905 kot prva ženska (druga nobelovka za Marie Curie) in Avstrijka prejela Nobelovo nagrado za mir.

## Zgodnje življenje
Bertha von Suttner, rojena kot grofica Kinsky von Wchinitz in Tettau, izhaja iz češke plemiške družine. Njen oče Franz Michael grof Kinsky, ki je umrl že pred njenim rojstvom pri 75 letih, je bil general, njen stari oče po materini strani pa stotnik konjenice. Odraščala je pri svoji materi, Sophie Wilhelmine (roj. von Körner, v daljnem sorodstvu s pesnikom Theodorjem Körnerjem) v aristokratskem okolju avstro-ogrske monarhije in njenem vojaškem pridihu. V otroštvu se je učila več jezikov, se ukvarjala z glasbo in veliko potovala.
Ko je družina porabila podedovano premoženje po očetu (ne nazadnje zaradi materine odvisnosti od igranja) skoraj v celoti, je Bertha leta 1873 sprejela mesto guvernante pri industrialcu, baronu Karlu von Suttnerju na Dunaju in je njegove štiri hčerke poučevala glasbo in jezik. V tem času se je zaljubila v sedem let mlajšega Arthurja Gundaccarja von Suttnerja, najmlajšega sina družine Suttner. Leta 1876 je odpotovala v Pariz, kjer je bila za slaba dva tedna osebna tajnica   Alfreda Nobela. Arthurjeva mama je, da bi končala razmerje med Bertho in njenim sinom, odpustila Bertho in ji priskrbela delo pri Nobelu, ki pa ga je švedski kralj kmalu odpoklical v domovino. Bertha se je vrnila na Dunaj in se dne 12. junija 1876, proti volji njegovih staršev na skrivaj poročila z Arthurjem Gundaccarjem. Arthur Suttner je bil zaradi poroke razdedinjen in zakonca sta se nato za več kot osem let preselila na Kavkaz v Gruzijo h kneginji Ekatarini Dadiani von Mingrelienovi, kjer sta živela v težkih finančnih razmerah. Preživljala sta se s priložnostnimi deli, predvsem od pisanja zabavnih romanov ter prevajanja.
Arthur Suttner je ob pričetku rusko-osmanske vojne leta 1877 začel v nemških tednikih uspešno objavljati poročila o vojni, deželi in ljudeh. Bertha von Suttner je istega leta pričela s svojim novinarskim delovanjem, in je pod psevdonimom B. Oulet, požela prav takšen uspeh kot njen mož. Za avstrijske časopise je pisala zgodbe in eseje, njen mož pa vojna poročila in potopise. Leta 1885 sta se vrnila na Dunaj, se spravila z družino in se vselila v družinski grad v Harmannsdorfu  v Spodnji Avstriji.

## Novinarsko in pisateljsko delovanje
Tudi po vrnitvi je Bertha von Suttner nadaljevala s pisanjem, pri čemer se je osredotočila na mirnejšo družbo in se zapisala pacifizmu. Tako je leta 1886 napisala  knjigo Visoko življenje (High Life), v kateri je tematizirala spoštovanje do človeka in njegove svobodne moči do odločanja. Kmalu potem je po pogovoru s francoskim filozofom Ernestom Renanom izvedela za obstoj združenja "International Arbitration and Peace Association", ki ga je leta 1880 ustanovil Britanec Hodgson Pratt.
Leta 1889, pri 46 letih, je objavila pacifistični roman Dol z orožjem! (nem. Die Waffen nieder!, slovenski prevod Doli z orožjem! leta 1914 v ameriškem časniku Glas naroda v New Yorku in v knjižnem ponatisu leta 1915), ki je pritegnil veliko pozornost in Bertho von Suttner povzdignil v najvidnejšo predstavnico gibanja za mir. Opisala je vojne grozote z vidika žene in s tem stopila na živec takratne družbe, ki je bila v tem času v siloviti razpravi o militarizmu in vojni. Knjiga je postala njen največji literarni uspeh, bila je 37-krat ponatisnjena in prevedena v dvanajst jezikov.
Zimo 1890/91 sta zakonca preživela v Benetkah, kjer je Bertha von Suttner dala pobudo k ustanovitvi Mirovne družbe Benetke. Tam je spoznala markiza B. Pandolfija, prek katerega se je seznanila s še več predstavniki interparlamentarne konference. Ta se je po letu 1910 preimenovala v interparlamentarno unijo.
3. septembra 1891 je v članku časopisa "Neue Freie Presse" napovedala ustanovitev mirovne družbe Avstrijska družba prijateljev miru (nem. Österreichische Gesellschaft der Friedensfreunde). Uspeh tega poziva je bil veličasten. Imenovana je bila za predsednico in na tem položaju je ostala do svoje smrti leta 1914. Novembra leta 1891 je bila na mirovnem kongresu v Rimu imenovana za podpredsednico Internacionalne pisarne za mir (org. Internationales Friedensbüro) in leta 1892 je ustanovila Nemško mirovno družbo (org. Deutsche Friedensgesellschaft), ki je v kratkem času štela več kot 2000 članov. Pozneje se je udeležila več mednarodnih mirovnih kongresov, leta 1892 v Bernu, 1894 v Antwerpnu in 1897 v Hamburgu. 3. junija 1897, je cesarju Franc Jožefu I. (1830–1916) predala seznam podpisnikov, za zahteve po mednarodnem arbitražnem sodišču. Leta 1899 se je udeležila priprav na prvo mirovno konferenco v Den Haagu, kjer so se zastopniki vlad ukvarjali z vprašanji o mednarodni varnosti, razorožitvi in ustanovitvi mednarodnega sodišča, vendar želenih rezultatov niso dosegli. Vojaški konflikti so bili do neke mere odpravljeni, niso pa končali vseh vojnih žarišč in zmanjšali števila orožja ter ustanovili mednarodnega arbitražnega sodišča.
Ker je bil njen mož leta 1902 zaradi bolezni nezmožen potovati, se je Bertha von Suttner sama udeležila mirovnega kongresa v Monaku in nato z možem v iskanju počitka odpotovala na Češko. 10. decembra 1902 je Artur Gundaccar von Suttner umrl v Harmannsdorfu. Zaradi prezadolženosti se je njuna posest prodala na dražbi in Bertha von Suttner se je nato vrnila na Dunaj, kjer je še naprej objavljala (med drugimi tudi za madžarski časopis "Pester Lloyd"). V svojih literarnih prispevkih se je pokazala kot zagovornica Darwinove evolucijske teorije in kot nezlomljiva, liberalna, napredna miselnost. Leta 1903 je ponovno odpotovala v Monako in se udeležila otvoritve inštituta Institut International de la Paix, ki ga je ustanovil knez Albert I. (1848–1922).
Bertha von Suttner je junija leta 1904 spadala med najpomembnejše udeleženke mednarodne ženske konference v Berlinu. Konferenca se je končala z mirovno stavko v filharmoniji, kjer je Bertha imela govor. Tega leta je tudi prepotovala Združene države Amerike, povod zato pa je bil Svetovni mirovni kongres v Bostonu (Massachusetts). Potovala je od države do države in imela tudi po tri govore dnevno. Zaradi svojega slovesa je bila povabljena na pogovor s Theodorjem Rooseveltom (1858–1919) v Belo hišo v Washington DC. "Mirovna Bertha", kakor so jo imenovali v nemških krogih, se je iz ZDA vrnila navdušena. Njeno sedemmesečno potovanje je bilo kot zmagoslavni pohod in bilo je jasno, da je gibanje za mir v ZDA naprednejše kot v Evropi. Češka revija "Ženský svět") je poročala, da je bila presenečena o splošni dejavnosti za mir in mirovnem pouku na ameriških šolah.
10. decembra 1905 je Bertha von Suttner, kot prva ženska prejela Nobelovo nagrado za mir, ki jo je sprejela 18. aprila 1906 v Kristianiji. Čeprav je Alfred Nobel že pri uvedbi svoje nagrade za mir za prvo dobitnico pomislil na Bertho von Suttner, se je komisija na njo "spomnila" šele v petem krogu. Leta 1907 je bila prisotna tudi na drugi mirovni konferenci v Den Haagu, ki je bila tokrat osredotočena na še več uredb vojnega prava in ne samo na vprašanje stabilnega mirovnega reda. Pozneje je vse bolj opozarjala na nevarnost mednarodne oborožitve in interese orožarske industrije. Od leta 1912 tudi na nevarnost uničevalnosti vojne v mednarodnih razsežnostih. Odšla je tudi na drugo potovanje po ZDA, ki jih je prepotovala od vzhodne do zahodne obale, in predavala v več kot petdesetih državah. Na stara leta je kupila hišo v Spodnjem Gabrniku pri Lembergu oz. pri Podplatu in bivala tam med obiski zdravilišča v Rogaški Slatini.
21. junija 1914 - nekaj tednov pred začetkom prve svetovne vojne, pred katero je tako svarila, je Bertha von Suttner umrla za rakom. Septembra 1914 je bil predviden naslednji mirovni kongres, ki bi naj potekal na Dunaju.
Bertha von Suttner je bila članica društva Plamen (nem. Die Flamme), ki se je zavzemalo za upepelitev pokojnih. Zahtevala je gradnjo prvega nemškega krematorija v Gothi in v svoji oporoki odredila, da naj njeno truplo prepeljejo v Gotho in ga tam upepelijo. Žara z njenim pepelom je še danes shranjena v tamkajšnjem kolumbariju.

## Priznanja
Njeno ustvarjanje je dobilo častno priznanje v nagovoru Stefana Zweiga ob odprtju Mednarodnega kongresa žensk za razumevanje med ljudmi (nem. Der Internationale Frauenkongresses zur Völkerverständigung), leta 1917 v Bernu.
Leta 1993 je nemška družba za mir in nasprotnikov/-ic vojne DFG-VK ustanovila sklad Berthe von Suttner, ki se zavzema za "podpiranje razumevanja miru in mednarodnega sodelovanja" ter podpira ustrezne projekte.
Številna mesta v Avstriji in Nemčiji ohranjajo spomin na baronico Bertho von Suttner s poimenovanjem šol, trgov in cest po njej. Poleg tega je upodobljena na bankovcu za 1000 avstrijskih šilingov iz leta 1966, in tudi na avstrijskem kovancu za 2 evra. V njeno čast so poimenovali asteroid (12799) von Suttner v asteroidnem pasu.

## Politična naravnanost
V treh bistvenih točkah programa za novo ureditev meddržavnih odnosov« je prikazala, kako lahko države svoje konflikte rešujejo brez nasilja:
- 1. S pogodbami mednarodnega razsodišča za odpravljanje konfliktov med državami na miren način
- 2. Z mirovno unijo vseh držav, ki bi morala s skupnimi močmi zavrniti vsakršen napad ene države na drugo.
- 3. Z mednarodno institucijo, ki bi kot sodišče zastopalo pravice v imenu ljudstva.

Bistvo njenih reformnih predlogov je bilo: Konec reševanja meddržavnih problemov z vojnami.

## Dela
- Slab človek (nem. Ein schlechter Mensch, 1885)
- Daniela Dormes, 1886
- Doba strojev (nem. Das Maschinenzeitalter, 1889)
- Dol z orožjem! (nem. Die Waffen nieder!, 1889)
- Pred nevihto (nem. Vor dem Gewitter, 1894)
- Osamljen in reven (nem. Einsam und arm, 1896)
- Haaška mirovna konferenca (nem. Die Haager Friedenskonferenz, 1900)
- Martini otroci, Dol z orožjem II. del (nem. Marthas Kinder, „Die Waffen nieder“ – Teil II, 1902)
- Franc in Micka (nem. Franzl und Mirzl, 1905)
- Razvoj mirovnega gibanja (nem. Die Entwicklung der Friedensbewegung, 1907)
- Robne glose k časovni zgodovini (nem. Randglossen zur Zeitgeschichte, 1892–1900 in 1907–1914)
- Orožje in oboroževanje (nem. Rüstung und Überrüstung, 1909)
- Pomemben spomin človeštvu (nem. Der Menschheit Hochgedanken,1911)
- Barbariziranje v zraku (nem. Die Barbarisierung der Luft, 1912)